# برایان کیرکام
برایان کیرکام (انگلیسی: Brian Kirkham؛ زادهٔ ۱ ژانویهٔ ۱۹۸۶) دوچرخه‌سوار اهل استرالیا است.